# Esmé Stewart, 3.º Duque de Lennox

Brasão de armas de Esmé Stewart, 3º Duque de Lennox: Trimestre de 4, 1 e 4: Brasão concedido em 1427 pelo Rei Carlos VII da França a Sir John Stewart de Darnley, 1º Seigneur d'Aubigny, 1º Seigneur de Concressault e 1º Conde d'Évreux, Condestável do Exército Escocês na França: Brasão de armas real da França dentro de uma bordadura de Bonkyll, para as armas da família de Bonkyll do Castelo de Bonkyll na Escócia (cujos braços inclinados eram três fivelas), ancestrais de Stewart de Darnley; 2 e 3: Stewart de Darnley: Brasão de armas de Stewart, Alto Administrador Hereditário da Escócia, uma bordadura gravada em gules para diferença ; no geral, um escudo de Lennox, Conde de Lennox, cuja herdeira era a esposa de Sir John Stewart de Darnley

Esmé Stewart, 3.º Duque de Lennox (1579 – 30 de julho de 1624), KG, 7.º Senhor de Aubigny, senhor do feudo de Cobham, Kent, foi um nobre escocês e, por linha paterna, era primo em segundo grau do rei Jaime VI da Escócia e I da Inglaterra. Ele foi patrono do dramaturgo Ben Jonson, que viveu em sua casa por cinco anos.

## Origens
Ele era o filho mais novo de Esmé Stewart, 1.º Duque de Lennox (1542–1583), um francês de ascendência escocesa e favorito do Rei Jaime VI da Escócia (de cujo pai, Henry Stewart, Lord Darnley, ele era primo de primeiro grau), com sua esposa Catherine de Balsac (falecida depois de 1630), filha de Guillaume de Balsac, Sieur d'Entragues, com sua esposa Louise d'Humières.

## Carreira
Com a morte de seu irmão mais velho sem filhos, Ludovic Stewart, 2.º Duque de Lennox, 1.º Duque de Richmond (1574–1624), ele herdou o título paterno de Duque de Lennox, já que o Ducado de Richmond havia sido extinto. Ele já era então Conde de March (no nobreza da Inglaterra) (1619) e Barão Clifton de Leighton Bromswold (no direito de sua esposa).  Ele se tornou o 7.º Senhor d'Aubigny na França quando seu irmão mais velho renunciou ao título após a morte de seu pai.
Em 9 de fevereiro de 1608, ele se apresentou na mascarada The Hue and Cry After Cupid no Palácio de Whitehall como um signo do zodíaco, para celebrar o casamento de John Ramsay, Visconde Haddington, com Elizabeth Radclyffe.
Em 1624, ano de sua morte, ele foi investido como Cavaleiro da Jarreteira.

## Casamento e filhos
Em 1609, ele se casou com Katherine Clifton, 2.ª Baronesa Clifton, com quem teve onze filhos, primos em terceiro grau do Rei Carlos I, por quem muitos deles lutaram e morreram na Guerra Civil Inglesa:

### Filhos

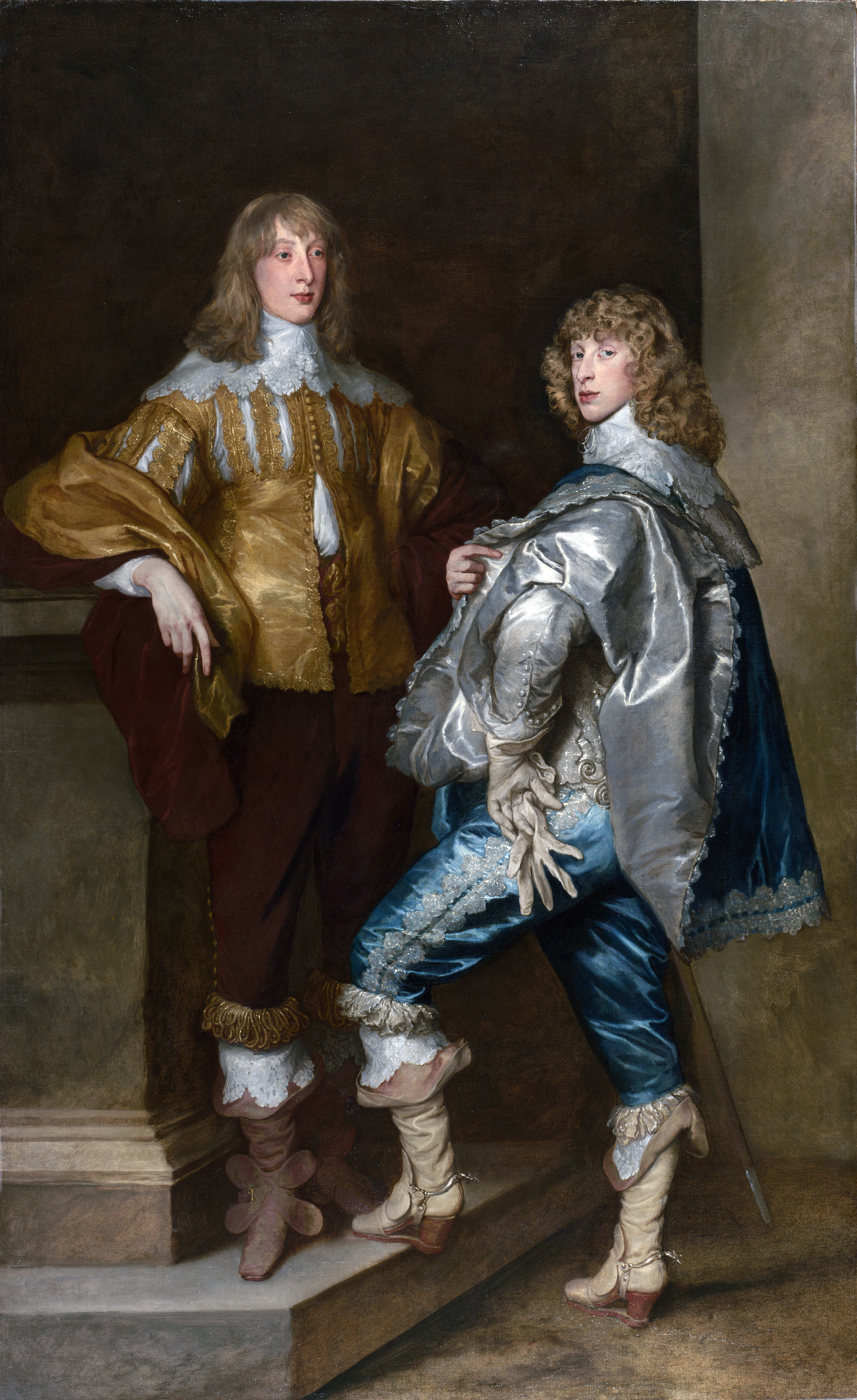
Dois dos filhos mais novos do 3.º Duque de Richmond, que juntamente com seu irmão mais velho, Lord George Stewart, morreram jovens durante a Guerra Civil apoiando a causa monarquista, à esquerda : Lord John Stewart (1621–1644), morreu aos 23 anos e à direita : Lord Bernard Stewart (1623–1645), morreu aos 22 anos. Lord John Stuart e seu irmão, Lord Bernard Stuart, c. 1638, por Sir Anthony van Dyck, National Gallery, Londres

- James Stewart, 4.º Duque de Lennox, 1º Duque de Richmond (1612 – 1655), filho mais velho e herdeiro. Ele residia em Cobham Hall, em Kent (concedido em 1606 a seu tio Ludovic Stewart, 2.º Duque de Lennox, 1.º Duque de Richmond (1574–1624), por seu primo de segundo grau, o Rei James VI e I) e serviu como Lord Warden dos Cinque Ports, com sede no Castelo de Dover, em Kent;
- Henry Stewart, 8.º Senhor de Aubigny (1616 – 1632). Estudou na cidade de Bourges (capital da antiga província de Berry, onde se situava Aubigny) e mais tarde em Paris, tendo depois visitado Veneza com o estadista Richard Weston, 1.º Conde de Portland (pai do marido da sua irmã), onde morreu aos 17 anos, e foi sepultado na Igreja de Santi Giovanni e Paolo, Veneza ;[4]
- Francis Stewart (1616 – 1617), morreu na infância;
- George Stewart, 9.º Senhor de Aubigny (1618 – 1642), morto aos 24 anos lutando pela causa monarquista na Guerra Civil Inglesa. Ele se casou com Katherine Howard (falecida em 1650), filha de Theophilus Howard, 2.º Conde de Suffolk, de quem foi pai de Charles Stewart, 3.º Duque de Richmond, 6.º Duque de Lennox (1638–1672), de Cobham Hall e de Richmond House em Londres, o último na linha masculina dos Stewarts de Aubigny, que era o herdeiro de sua prima em primeiro grau Esmé Stuart, 2º Duque de Richmond, 5º Duque de Lennox (1649–1660), filho e herdeiro de James Stewart, 1.º Duque de Richmond, 4.º Duque de Lennox (1612–1655), de Cobham Hall;
- Ludovic Stewart, 11.º Senhor de Aubigny (1619 – 1665), que pouco antes de sua morte se tornou cardeal ;[5]
- Lord John Stewart (1621 – 1644) morto aos 23 anos, solteiro, lutando pela causa monarquista na Guerra Civil Inglesa;
- Lord Bernard Stewart (1623 – 1645) morto aos 22 anos, solteiro, lutando pela causa monarquista na Guerra Civil Inglesa. Por seus serviços de guerra, ele deveria ser nomeado Conde de Lichfield, mas morreu antes que as formalidades fossem concluídas, e o título foi concedido a seu sobrinho Charles Stewart (1638–1672), mais tarde 3º Duque de Richmond, 6º Duque de Lennox.